# Emerson Spencer
Emerson Lane "Bud" Spencer, född 14 oktober 1906 i San Francisco, död 15 maj 1985 i Palo Alto, var en amerikansk friidrottare.
Spencer blev olympisk mästare på 4 x 400 meter vid sommarspelen 1928 i Amsterdam.